# Primeiro Amor (álbum)
Primeiro Amor é o décimo oitavo álbum de estúdio da cantora brasileira Shirley Carvalhaes, lançado em Dezembro de 1993 pela gravadora Nancel Music.
Do repertório, destaca-se "Espada Cortante", "Deus Proverá", "Vôo Livre" e o enorme sucesso "Faraó ou Deus".[carece de fontes?]
Em 2015, foi considerado, por vários historiadores, músicos e jornalistas, como o 69º maior álbum da música cristã brasileira, em uma publicação dirigida pelo portal Super Gospel. Em 2018, foi considerado o 35º melhor álbum da década de 1990, de acordo com lista publicada pelo mesmo portal.
Posteriormente foi relançado pela gravadora Quality Music.

## Faixas
1. "Espada Cortante" (Marcos Antônio/Wanderly Macedo) - 3:47
2. "Deus Proverá" (Valdeci Aguiar) - 3:17
3. "Pessoas Carentes" (Tuca Nascimento) - 3:53
4. "Faraó ou Deus" (Mário Fernando) - 5:46
5. "Vôo Livre" (Fátima) - 4:32
6. "Primeiro Amor" (Wanderly Macedo) - 4:26
7. "Momentos" (Paulo Francisco) - 3:30
8. "O Grande Amigo" (Valdeci Aguiar) - 3:25

## Créditos
- Direção Musical: Tuca Nascimento
- Estúdio: Don Ney Digital
- Técnico de Gravação: José Anselmo "Paulista"
- Mixagem: José Anselmo "Paulista", Tuca Nascimento e Don Ney
- Arranjos e Regência: Tuca Nascimento
- Teclados: Jorge Aguiar e Mito
- Violinos: Tutuca
- Guitarra, Violão e Bandolim: Carlinhos Patrocínio
- Trompetes: Paulinho Trompete
- Acordeom: Marcos Farias
- Sax e Flauta: Jairinho Manhães
- Percussão: Giló
- Vocal: Tuca Nascimento, Marcos Nascimento, Marcelo Nascimento e Noêmia Nascimento
- Coro de Criança: Gisele, Michelle, Rodrigo, Douglas e Flávio
- Participação na música "Pessoas Carentes": Nascimento e Silva
- Capa: Kathia Kozlowski
- Arte: Aroldo C. Dutra
- Direção Executiva: Luiz Fernando